# Lost Without Your Love
"Lost Without Your Love" is een nummer van de Amerikaanse band Bread. Het verscheen op hun gelijknamige album uit 1977. In november 1976 werd het al uitgebracht als de eerste single van het album.

## Achtergrond
"Lost Without Your Love" is geschreven en geproduceerd door zanger David Gates. Het groeide uit tot een van de grootste hits van Bread. Het was de eerste hit van de groep na bijna vier jaar geen nieuwe muziek te hebben uitgebracht; in de tussentijd was Gates een solocarrière begonnen. De single stond zestien weken in de Amerikaanse Billboard Hot 100, langer dan hun andere hits, met uitzondering van de nummer 1-hit "Make It wih You" uit 1970. Het bereikte de negende plaats in deze hitlijst. In de Britse UK Singles Chart kwam het nummer niet verder dan plaats 27. In Nederland behaalde de single respectievelijk de veertiende en de elfde plaats in de Top 40 en de Nationale Hitparade, terwijl in Vlaanderen positie 23 in een voorloper van de Ultratop 50 werd bereikt.
Benny Neyman schreef in 1980 een Nederlandstalige tekst op "Lost Without Your Love" met de titel "Alleen is maar alleen", dat werd uitgebracht door Rob de Nijs op zijn album Met je ogen dicht. In 1987 verscheen een versie van Neyman zelf op zijn album Genesis.

## Hitnoteringen

### Nederlandse Top 40
| Hitnotering: 15-01-1977 t/m 19-02-1977 | Hitnotering: 15-01-1977 t/m 19-02-1977 | Hitnotering: 15-01-1977 t/m 19-02-1977 | Hitnotering: 15-01-1977 t/m 19-02-1977 | Hitnotering: 15-01-1977 t/m 19-02-1977 | Hitnotering: 15-01-1977 t/m 19-02-1977 | Hitnotering: 15-01-1977 t/m 19-02-1977 | Hitnotering: 15-01-1977 t/m 19-02-1977 |
| Week                                   | 1                                      | 2                                      | 3                                      | 4                                      | 5                                      | 6                                      |                                        |
| -------------------------------------- | -------------------------------------- | -------------------------------------- | -------------------------------------- | -------------------------------------- | -------------------------------------- | -------------------------------------- | -------------------------------------- |
| Nummer                                 | 28                                     | 17                                     | 14                                     | 14                                     | 22                                     | 33                                     | uit                                    |

### Nationale Hitparade
| Hitnotering: 15-01-1977 t/m 12-02-1977 | Hitnotering: 15-01-1977 t/m 12-02-1977 | Hitnotering: 15-01-1977 t/m 12-02-1977 | Hitnotering: 15-01-1977 t/m 12-02-1977 | Hitnotering: 15-01-1977 t/m 12-02-1977 | Hitnotering: 15-01-1977 t/m 12-02-1977 | Hitnotering: 15-01-1977 t/m 12-02-1977 |
| Week                                   | 1                                      | 2                                      | 3                                      | 4                                      | 5                                      |                                        |
| -------------------------------------- | -------------------------------------- | -------------------------------------- | -------------------------------------- | -------------------------------------- | -------------------------------------- | -------------------------------------- |
| Nummer                                 | 24                                     | 15                                     | 14                                     | 11                                     | 17                                     | uit                                    |

### NPO Radio 2 Top 2000
| Nummer met noteringen in de NPO Radio 2 Top 2000 | '04  | '05  | '06  | '07  | '08  |
| ------------------------------------------------ | ---- | ---- | ---- | ---- | ---- |
| Lost Without Your Love                           | 1690 | 1933 | 1922 | 1801 | 1879 |

1. ↑  Een vetgedrukt getal geeft de hoogste notering aan.
2. ↑  2004 was het eerste jaar met een notering voor dit nummer.
3. ↑  Deze tabel is bijgewerkt tot en met de laatste editie (2024).